# سرتنگ مسن
سرتنگ مسن، روستایی در دهستان سپیدار بخش ارمند شهرستان خانمیرزا در استان چهارمحال و بختیاری ایران است.

## جمعیت
بر پایه سرشماری عمومی نفوس و مسکن در سال ۱۳۹۵، جمعیت این روستا برابر با ۸۹۳ نفر (۲۲۱ خانوار) بوده‌است.